# Niwki (województwo mazowieckie)
Niwki – wieś w Polsce położona w województwie mazowieckim, w powiecie zwoleńskim, w gminie Zwoleń. Ma status sołectwa. Obok miejscowości przepływa niewielka rzeka Zwoleńka, dopływ Wisły.
Do końca 1969 roku w granicach miasta Zwoleń. 
W latach 1975–1998 miejscowość położona była w województwie radomskim.
Wierni Kościoła rzymskokatolickiego należą do parafii Podwyższenia Krzyża Świętego w Zwoleniu.